# Bauchklang

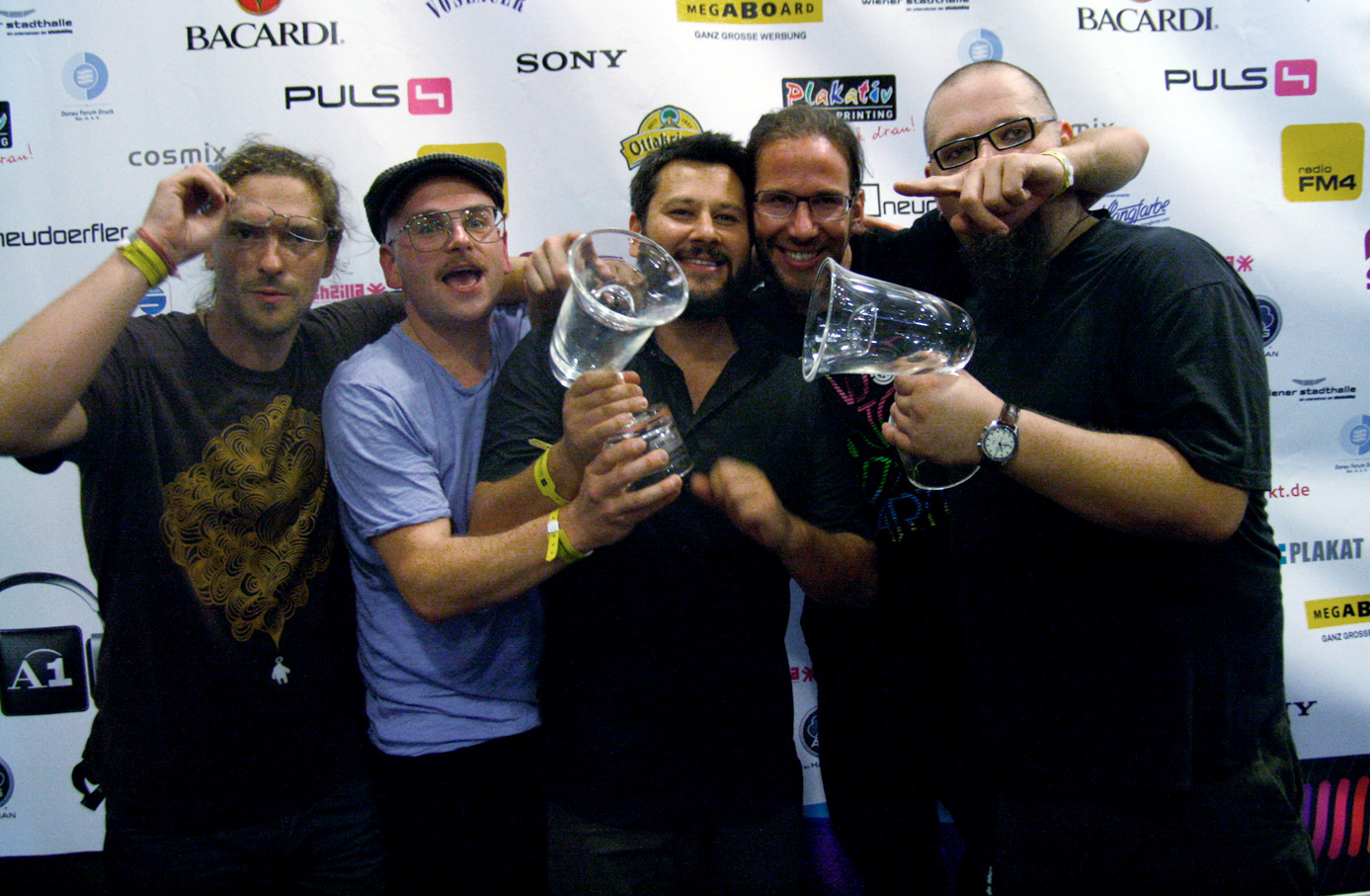
Bauchklang wint de Amadeus Award in 2010

Bauchklang is een Oostenrijkse beatboxinggroep. De oprichter van de groep is Andreas Fraenzl.

## Leden
- Andreas Fraenzl (Zang)
- Gerald Huber (Beat en zang)
- Christian Birawsky (Mondkeyboard)
- Alex Boeck (Bass)
- Philipp Sageder (Achtergrondstemmen)

## Prijzen
- 2001 Youngster of Arts Europe
- 2002 Amadeus Award in the Category FM4 Alternative Act of the Year and Band Rock/Pop national

## Discografie
- 2001 : Jamzero [Album]
- 2001 : Diamonds on My Neck [MAXI-CD]
- 2005 : Don't Step [EP, Vinyl]
- 2005 : Many People [Album]